# Andover (Iowa)
Andover – miasto w Stanach Zjednoczonych, w stanie Iowa, w hrabstwie Clinton.

## Demografia
W 2000 liczyło 87 mieszkańców. W 2023 liczba mieszkańców wzrosła do 107 osób, a gęstość zaludnienia do 214 osób/km².